# Axel Axelsen Brahe
Axel Axelsen Brahe, (o. 1480-23. februar 1551), til Krogholm og Vidskøvle, var en dansk ridder, en af de bekendteste skånske rigsråder på reformationstiden, søn af Axel Pedersen Brahe og Maren Lunge. 
Brahe forekommer allerede 1501 som lensmand på Haraldsborg ved Roskilde, 1505 på Lykå i Bleking, senere på Lindholm Slot i Skåne, svor i begyndelsen af 1523 Christian 2. fornyet troskab på Lunde Landsting, men sluttede sig, straks efter at kongen havde forladt landet, til Frederik I, indtog med magt Børringe Kloster fra den bekendte Hans Mikkelsens familie, fik det i forlening og optoges i rigsrådet. 
Da Søren Norby 1525 rejste den skånske bondeopstand, gik Brahes gård op i luer. Straffen over de frafaldne overdroges ham i forening med rigsmarsken Tyge Krabbe; ved denne lejlighed kom hans fætter Niels Brahes gård Vidskøvle, hvori han selv havde andel, og mere gods i hans hænder. 
Under hele Frederik I's tid indtog Brahe en betydelig stilling, sendtes flere gange i diplomatiske sendelser til Sverige og fik 1531, da Christian II ventedes, tillige med Tyge Krabbe den øverste magt i Skåne. Under herredagen 1533 efter kongens død beseglede han recessen af 3. juli, hvorved man søgte at give biskopperne deres fulde magt tilbage, men deltog ikke i det katolske partis mere yderliggående skridt og nævnes heller ikke blandt Hans Tausens dommere. 
Af samtidige forfattere betegnes han også som en af de første adelsmænd, der ligesom Mogens Gjøe og Erik Banner sluttede sig til den nye lære. Under grevefejden, da oprøret i Malmø udbrød, søgte man at gribe ham, hvilket dog mislykkedes. Ligesom den øvrige skånske adel sluttede han sig kort efter til grev Christoffer; men da svensk hjælp nærmede sig, gik han tillige med den øvrige adel over til hertug Christian og var den skånske adels fører i slaget ved Helsingborg i januar 1535, hvor Marcus Mejer og flere af lybekkernes førere fangedes. Som statholder i Skåne ledede han derpå belejringerne af Landskrone og Malmø. 
Efter Københavns overgivelse 1536 måtte han udstede revers om ikke at modsætte sig bispemagtens afskaffelse, sendtes 1537 i diplomatisk sendelse til Sverige, ledsagede 1538 Christian III til fyrstemødet i Braunschweig og var i det hele taget den betydeligste mand i Skåne lige til sin død. «Han var en ærlig, vis og gudfrygtig Mand, hjalp gjærne fattige Folk og Enker og levede gudfrygtelig i alle Maader», siges om ham i en gammel optegnelse. 
Brahe var gift 1. med Anne Lavesdatter Brock fra Vemmetofte, død 1524, og havde med hende 6 børn, 2. med den højt ansete Sophie Rosenkrantz, datter af Holger Eriksen Rosenkrantz og den bekendte fru Anne Meinstrup, død 13. november 1558. Med hende havde han ingen børn, men blev plejefader for hendes broderbørn, de i Frederik II's tid så bekendte brødre Holger, Erik og Jørgen Ottesen Rosenkrantz.